# Cliotrypa cystosa
Cliotrypa cystosa är en mossdjursart som beskrevs av Ernst 2008. Cliotrypa cystosa ingår i släktet Cliotrypa och familjen Fistuliporidae. Inga underarter finns listade i Catalogue of Life.